# James A. Clark Company
James A. Clark Company war ein US-amerikanischer Hersteller von Automobilen.

## Unternehmensgeschichte
James A. Clark leitete das Unternehmen mit Sitz in Herkimer im US-Bundesstaat New York. Es gibt allerdings auch Hinweise auf Utica, ebenfalls in New York. Im Sommer 1903 begann die Produktion von Automobilen. Der Markenname lautete Herkimer. 1904 endete die Produktion zunächst.
Der weitere Verlauf des Unternehmens während der folgenden Jahre ist unklar.
1910 kaufte Clark das Werk der Herkimer Manufacturing Company. Er versuchte erneut, Fahrzeuge herzustellen. Es blieb bei Prototypen.

## Fahrzeuge
Die Fahrzeuge von 1903 bis 1904 hatten einen Zweizylindermotor mit 18 PS Leistung. Der Aufbau war ein Tourenwagen.
Der Prototyp von 1910 hatte einen Vierzylindermotor.